# Legendy (album)
Legendy – trzeci album studyjny polskiej grupy muzycznej BiFF. Wydawnictwo ukazało się 31 sierpnia 2018 nakładem wytwórni muzycznej Makumba Music.

## Lista utworów
| Nr  | Tytuł utworu                          | Długość |
| --- | ------------------------------------- | ------- |
| 1.  | „Legenda o miłości z gwiazd”          | 3:34    |
| 2.  | „Animowany film”                      | 3:27    |
| 3.  | „Zły król”                            | 4:10    |
| 4.  | „Babie Lato”                          | 4:30    |
| 5.  | „Wszystko się ułoży”                  | 2:25    |
| 6.  | „Spodek”                              | 4:18    |
| 7.  | „Dobrarada”                           | 3:33    |
| 8.  | „Legenda o dwóch centralach gazowych” | 4:30    |
| 9.  | „Oni muszą coś natychmiast zjeść”     | 4:35    |
| 10. | „Ból i cierpienie”                    | 3:18    |
| 11. | „Legenda o diabłach”                  | 4:02    |
| 12. | „Gdybym”                              | 4:00    |
| 13. | „Czterech chlopaków”                  | 2:41    |
| 14. | „Smołowałem dzisiaj dach”             | 4:38    |
|     |                                       | 53:41   |

## Twórcy albumu
- Dominik Bułka - desing
- Marcin Bors - produkcja, miksowanie, mastering
- Jarosław Toifl, Szymon Orchowski - realizacja
- Michał Bąk - saksofon
- Darek Sprawka - puzon
- Michał Pfeif - śpiew, gitara basowa, syntezator
- Jarek Kozłowski - śpiew perkusja
- Ania Brachaczek - śpiew
- Hrabia Fochmann - śpiew, gitara
- Bojkot - śpiew, keyboard